# Центр Гиляровского
Це́нтр Гиляро́вского — филиал музейного объединения «Музей Москвы», основанный в 2017 году к 162-летию со дня рождения беллетриста Владимира Гиляровского и 121-летию Музея Москвы. Центр представляет собой открытое выставочное пространство без постоянной экспозиции, в котором помимо временных выставок проходят кинопоказы, а также работает лекторий.

## История

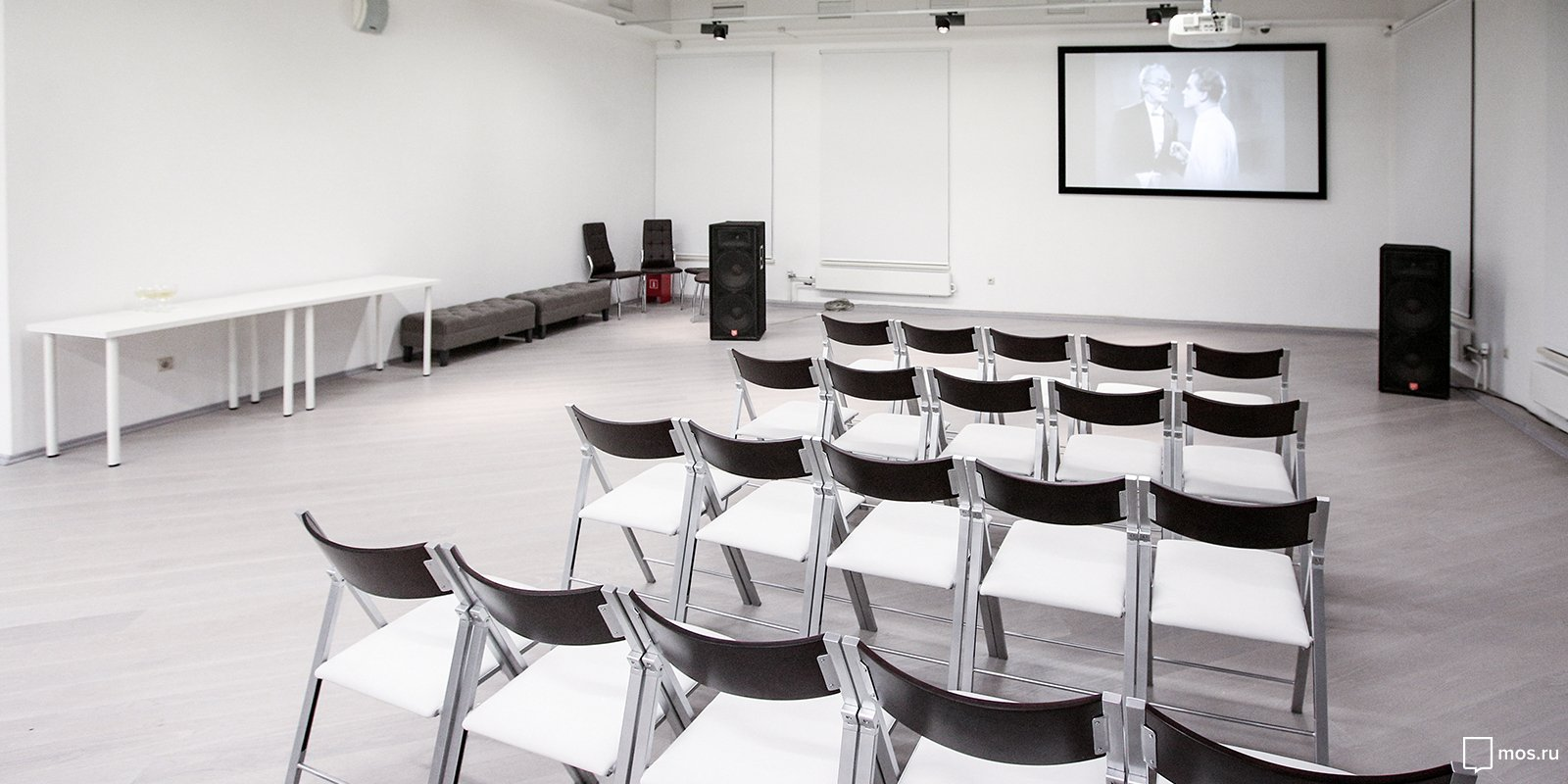
Лекторий центра, 2018 год

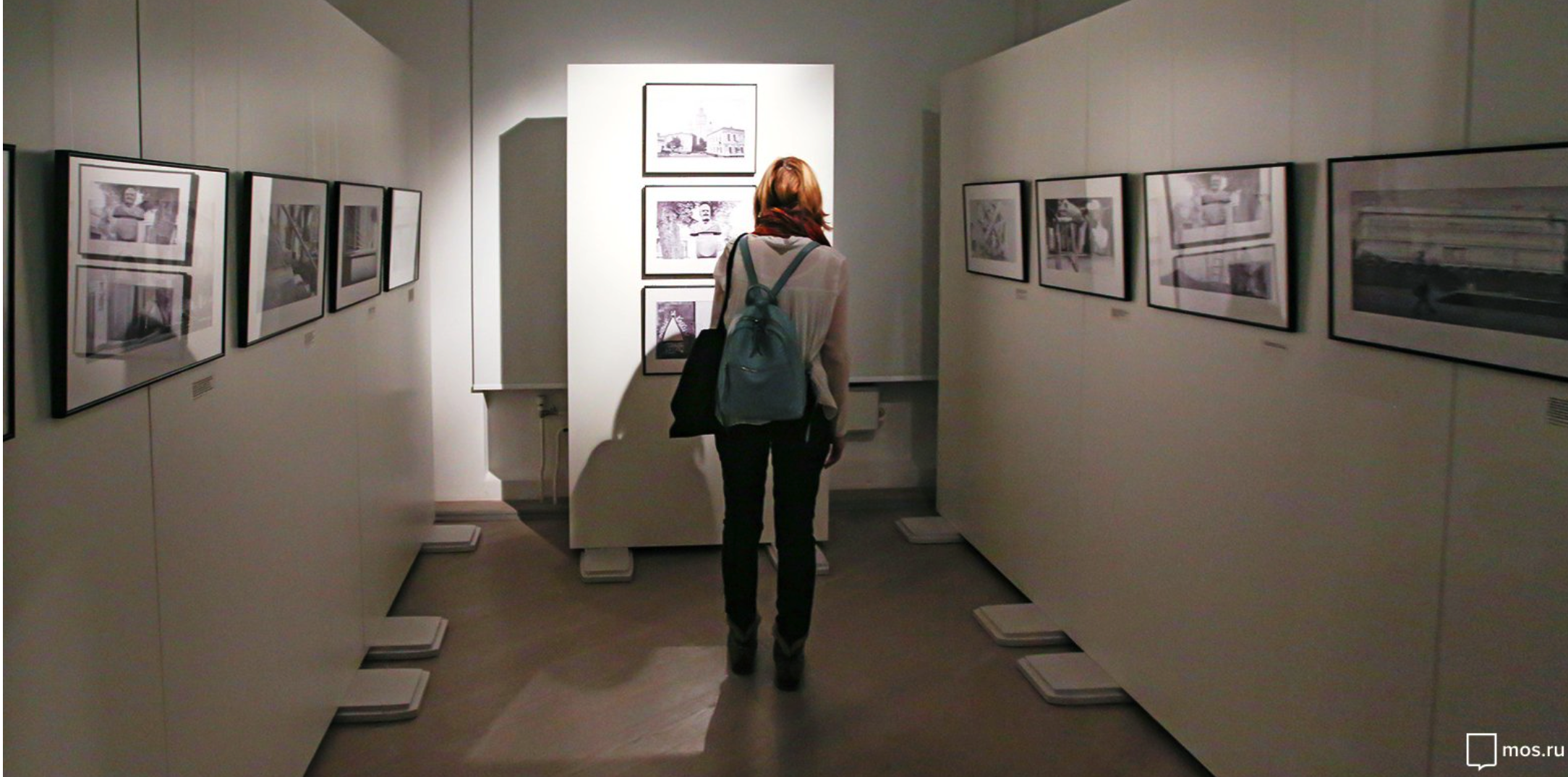
Экспозиция, 2018 год

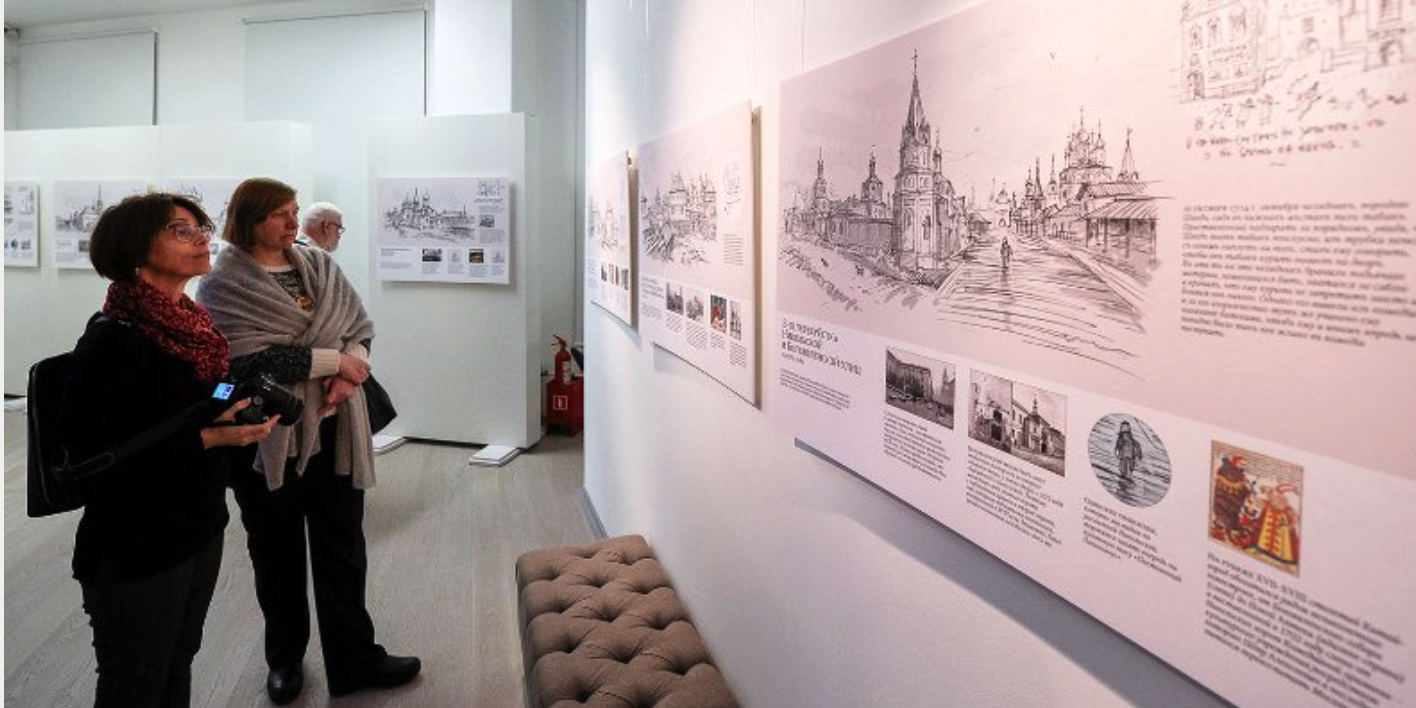
Экспозиция, 2018 год

Центр Гиляровского открылся для посещения в 2017 году в качестве филиала музейного объединения «Музей Москвы». Концепция развития музея не подразумевает наличие экспозиции — выставочное пространство используется для проведения театральных постановок, организации открытых лекций, мастер-классов, а также размещения мастерских для детей и подростков. При центре работают книжный магазин-читальня и кинозал.
В апреле 2018 года Центр Гиляровского вошёл в состав 13 лучших новых музеев и галерей Европы по версии газеты The Guardian.

## Здание
Музей расположен в двухэтажном флигеле городской усадьбы XVIII века, история которой прослеживается с 1811 года. В начале XIX века французский балетмейстер Жан Ламираль приобрёл участок в Столешниковом переулке с большим домом в 27 комнат. В 1820-х годах право на владение перешло к действительному тайному советнику 1-го класса Павлу Гагарину, а затем — Егору Леве. Последний разделил участок на две части, оставив себе нынешнее владение № 7. Участок № 9 купил Дмитрий Никифоров, а затем — Иван Карзинкин. Под его началом усадьбы была кардинально перестроена под доходный дом в эклектическом стиле. Проект здания разрабатывался архитектором Василием Карнеевым. После революции 1917 года в доме были созданы коммунальные квартиры.
С 1886 по 1935 год в квартире № 10 на третьем этаже проживал писатель и журналист Владимир Гиляровский. У него в гостях бывали знаменитые деятели культуры того времени: Антон Чехов и Александр Куприн, Иван Бунин и Николай Телешов, Исаак Левитан и Фёдор Шаляпин. При жизни Гиляровского во флигеле доходного дома работал трактир, однако доподлинно неизвестно, бывал ли там писатель. Здание флигеля перешло во владение Музею Москвы в начале 2000-х годов.

## Крупные мероприятия
2017
- Бесплатные показы короткометражных фильмов о Москве в рамках фестиваля «Гиляйфест»[3].
- Вернисаж «Это просто петрушающе!», посвящённый писательнице Людмиле Петрушевской. На мероприятии экспонировались авторские рисунки, а также транслировались мультфильмы по сценариям Петрушевской[14].
- Выставка работ фотографа Рауля Скрылева, посвящённая району Хитровка[15].

2018
- Выставка 20 полотен Макса Гошко-Данькова, создающего картины с помощью маркеров и фломастеров. Открытие состоялось в рамках проведения ночи музеев[16].
- Кинопоказ «Пригов. Москвадва», фильмы «Донжуанский список Дон Жуана» и «Дмитрий Пригов. Москвадва» были переданы в коллекцию музея[17][18].
- Выставка «Новые ракурсы китайгородского прошлого» авторства историка архитектуры Александра Можаева — воссозданный с помощью графических реконструкций образ Китай-города в XVII веке[17].
- Цикл лекций «Зелёная философия в пространстве города»[17].
- Выставка «Postscriptum. Восточные рабочие в Третьем рейхе», на которой представлялись документы и фрагменты воспоминаний советских граждан, угнанных на работы в Германию во время Второй мировой войны[19].

2019
- Выставка «Москвоморфозы», созданная по мотивам книги Владимира Гиляровского «Москва и москвичи». Временная экспозиция была открыта в мае 2019 года. На выставке были представлены посвящённые Москве работы художников, иллюстраторов, музыкантов и фотографов[20].
- Временная экспозиция «Москва джазовая», посвящённая истории музыкального направления[21].